# Југослав Петрушић
Југослав Петрушић Доминик (Медвеђа, 25. новембар 1962) јесте српско-француски агент и контраобавештајац и припадник Француске војно-обавештајне службе ДРМ, Француске легије странаца, један од главних организатора контраобавештајних операција током ратова у бившој Југославији, као и учесник током операције у Сребреници и један од оптужених за организовање и припрему атентата на бившег председника Србије и СР Југославије Слободана Милошевића.

## Биографија
Југослав Петрушић Доминик је рођен 25. новембра 1962. године у Медвеђи код Лесковца. Завршио је војну академију и говори неколико језика. Више пута се женио, а има једно дете. 
Од његових биографских података још су познате чињенице да се професионално бавио боксом и да је 1985. спортску каријеру наставио у Француској. Новац је, каже, зарађивао разним пословима, углавном обезбеђујући високе европске политичаре и аристократију. Чувао је, између осталих, и бившег француског председника Франсоа Митерана, али и принцезу од Катара. У Србији му живе родитељи и браћа.
Поседује два држављанства (француско и српско) и четири пасоша (Француске, СРЈ, Белгије, Заира). Петрушић је и човек који је учествовао на ратиштима у Босни, на Косову, у Заиру, Алжиру, као и у Заливском рату у Ираку.